# بلاي فيش
بلاي فيش (بالإنجليزية: Playfish)، هي شركة بريطانية سابقة لتطوير ألعاب الفيديو عبر التطبيقات الذكية للهواتف المحمولة، تأسست سنة 2007، وكانت تابعة لشركة إلكترونيك آرتس، وأعلنت حلها سنة 2013.